# Estación Barrio Vila
Barrio Vila es una estación de  ferrocarril de la ciudad de Rosario, en el sudeste de la Provincia de Santa Fe, Argentina.

## Ubicación
Está ubicada al oeste de la ciudad, en el barrio Belgrano, a la altura de calle Mendoza al 6200. El nombre original de la estación era el del pueblo, Eloy Palacios, que luego fue absorbido por la urbanización de Rosario; el vecindario era conocido como Barrio Vila cuando se le cambió el nombre a la estación.

## Historia
En 1891 la compañía Ferrocarril Central Argentino construyó la estación. Los trenes corrían hacia el sudoeste desde el nodo Patio Parada y continuaban hacia la ciudad de Pérez. Luego de la nacionalización de la red de ferrocarriles ocurrida en 1948, la estación pasó a formar parte de la red del Ferrocarril General Bartolomé Mitre. En 1977 la estación fue clausurada, ya que casi todos los servicios de pasajeros del país se interrumpieron. Como las otras estaciones del antiguo Ferrocarril Mitre, la empresa ferroviaria Nuevo Central Argentino mantiene esta estación. 

### Actualidad
En la actualidad, por sus vías circulan sin detenerse trenes de pasajeros que conectan Rosario Norte, Córdoba y Tucumán con Retiro, del Ferrocarril Mitre.